# Svarthausen
Svarthausen är en kulle i Antarktis. Den ligger i Östantarktis. Australien gör anspråk på området. Toppen på Svarthausen är 125 meter över havet.
Terrängen runt Svarthausen är kuperad åt sydost, men åt nordväst är den platt. Trakten är obefolkad. Det finns inga samhällen i närheten.